# La Pedrera (Rivera)
Pour les articles homonymes, voir La Pedrera (homonymie).
Ne doit pas être confondu avec La Pedrera (Rocha) ou La Pedrera (Tacuarembó).
La Pedrera est une ville de l'Uruguay située dans le département de Rivera. Sa population est de 2 887 habitants.

## Population
| Année | Population , |
| ----- | ------------ |
| 1963  | -            |
| 1975  | -            |
| 1985  | 1 394        |
| 1996  | 2 432        |
| 2004  | 2 887        |